# Chuz Alfred
Charles „Chuz“ Alfred (* 1932 in Lancaster (Ohio); † 31. Oktober 2018 ebendort) war ein US-amerikanischer Jazzmusiker (Tenorsaxophon, Altsaxophon).
Chuz Alfred, der im Hauptberuf Immobilienmakler war, spielte daneben als Jazzmusiker.  1955 hatte er Gelegenheit mit seinem Trio (Ola Hanson, Posaune und Chuck Lee, Piano, Schlagzeug) mehrere Titel für Savoy Records einzuspielen, weitere (wie den Standard „I Can’t Get Started“) in Quintettbesetzung mit Vinnie Burke und Kenny Clarke (Jazz Youngblood). Weitere Aufnahmen entstanden dann 1980 mit dem Trompeter Tom Battenberg (Free Rein). Zuletzt produzierte Chuz Alfred 1998 für das Label Camco die Kompilation Jazz Favorites for the Young at Heart. Im Bereich des Jazz war er zwischen 1955 und 1998 an fünf Aufnahmesessions beteiligt.